# Microsoft Office v. X
Microsoft Office v. X wydany został w roku 2001 dla nowego systemu operacyjnego OS X.
Microsoft Office v. X został zastąpiony przez Office 2004, a wsparcie dla pakietu zakończyło się 9 stycznia 2007 r.